# Gelato University
Gelato University es una escuela en Anzola dell'Emilia, cerca de Bolonia, Italia. Fue creada por el fabricante de máquinas para helados Carpigiani en 2003, con el objetivo de enseñar a los estudiantes de todo el mundo a hacer helado de gelato.

## Historia
Después del éxito que siguió a la invención de la primera heladera automática de los hermanos Carpigiani, la "Autogelatiera", en 1944, se formó el Grupo Carpigiani en 1946. Años más tarde, decidieron empezar a enseñar el arte del helado. Así, la Universidad Carpigiani Gelato comenzó en 2003.

## Instalaciones
El campus principal de Carpigiani Gelato University se encuentra en el corazón de Italia. Mucha gente de todo el mundo viene a Gelato University, trayendo consigo diversas habilidades y conocimientos de la cultura a las aulas y laboratorios. Debido a su tasa de éxito y popularidad en todo el mundo, la universidad ofrece cursos en 12 países diferentes, como "Dubái, São Paulo y Kuala Lumpur". Los planes para la oferta de cursos también están en marcha en otros países y también en línea. Debido a la creciente población internacional de la Universidad, las clases se imparten en italiano, inglés, francés y alemán.

## Cursos

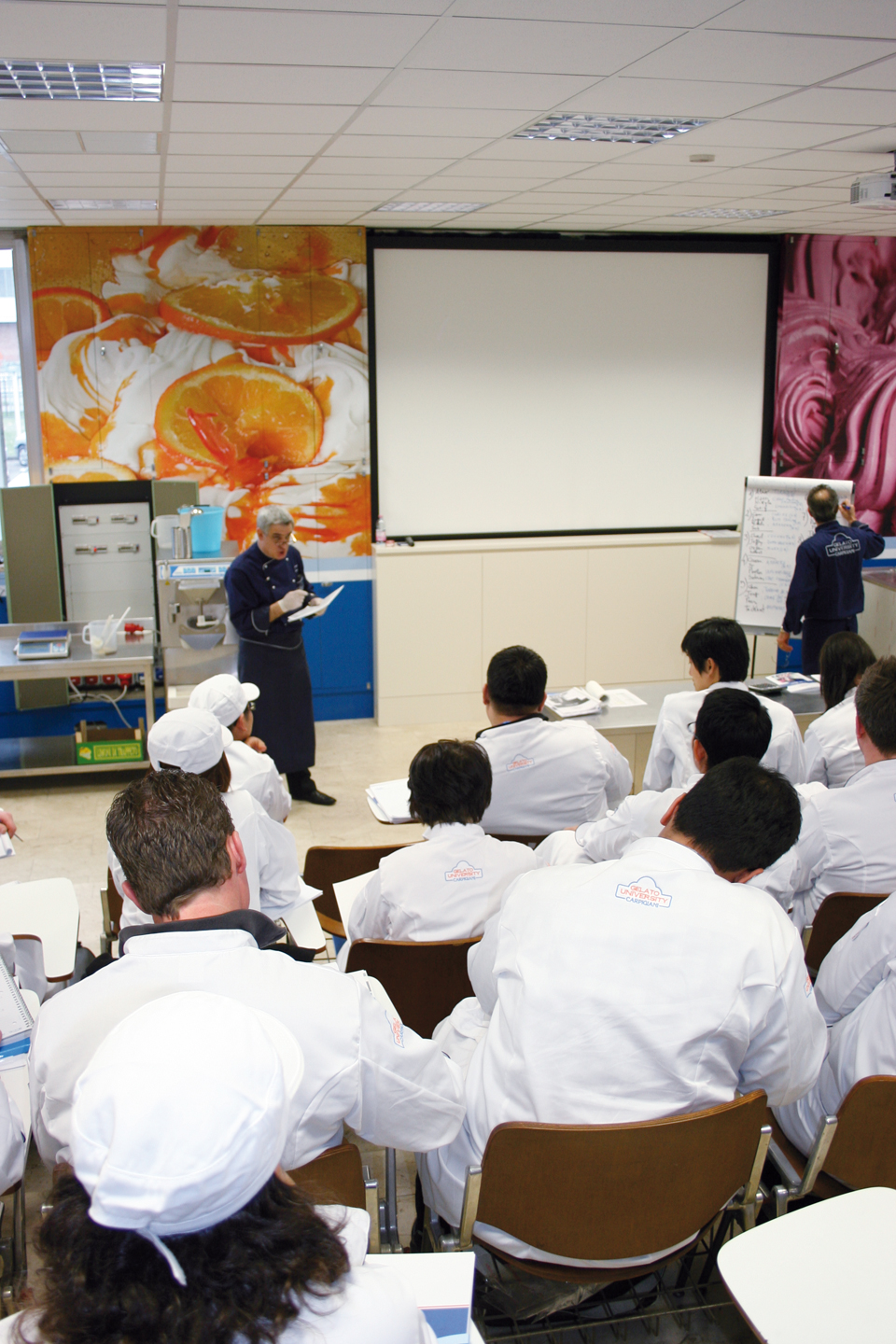
Una clase en sesión en 2013

La universidad ofrece más de 500 cursos, que cuestan alrededor de € 800 ($ 1,138) y van desde unos pocos días hasta cinco semanas de duración (según el curso). Los cursos están disponibles para principiantes y expertos. Los diversos cursos que se imparten en Gelato University ofrecen de manera única una amplia gama de educación; desde el trabajo técnico práctico hasta académicos de bromatología. Por ejemplo, los estudiantes estudiarían diferentes tipos de azúcares e ingredientes y, en consecuencia, crearían recetas nuevas e innovadoras. Se aprenden temas tan específicos como la medición del contenido de la "proporción de grasa de mantequilla a azúcar".